# Shiran Sendel
 (septembre 2019).
 (septembre 2019).
Shiran Sendel, née le 30 avril 1987 à Kiryat Tivon (Israël), est une actrice israélienne.

## Biographie
Shiran Sendel a grandi à Kiryat Tivon. Sa sœur est la footballeuse israélienne Karin Sendel. Au lycée, elle étudie le théâtre : elle apparaît dans plusieurs pièces, dont Oliver Twist, Noah's Box et Cats[réf. nécessaire].
À l'âge de 14 ans, elle lance sa carrière d'actrice, s'inscrit à des auditions et, à l'adolescence, participe à de nombreuses publicités et pièces de théâtre pour enfants.
Elle effectue son service militaire au sein de l'Armée de défense d'Israël en tant que sous-officier dans le camp de Galilée. Après sa libération de l'armée, elle travaille pendant environ trois mois dans une équipe d'animation d'université. Elle étudie ensuite au studio d'acteur de Yoram Levinstein.
Shiran Sendel vit à Tel Aviv.
À l'été 2016, elle a demandé son admission à l'hôpital après une représentation parce qu'elle se sentait malade. L'examen a révélé une infection rénale[réf. nécessaire].
À l'été 2019, elle commence à sortir avec le gagnant de la saison 3 de HaAh HaGadol VIP, Asaf Goren[réf. nécessaire].

### Carrière d'actrice
En 2009, elle participe à la comédie musicale Winx Girls, dans le rôle de Stella.
En 2012, elle est choisie pour son premier rôle à la télévision dans la série jeunesse Galis de la chaîne pour enfants HOT, une retombée de la série Dreamers dans laquelle elle incarnait le personnage de July Saar pendant sept saisons, jusqu'en 2016.
Elle commence en 2013 à diriger le programme Shtus sur la chaîne pour enfants, aux côtés de Daniel Heritage. À l'été 2013, elle participe au Galis Show avec les autres membres de la distribution. À partir de l'été 2013, elle dirige le terrain de jeux pour enfants Boys and Girls, diffusé sur la chaîne pour enfants. Cette année-là également, elle lance une tournée intitulée Le spectacle de Sheeran et Lior, avec son amie Galis Lior Cohen. 
Durant l'été 2014, elle joue dans la pièce pour enfants Superstar aux côtés de Lior Cohen. La même année, elle participe au projet du groupe en tant que juge des relations publiques, sur la chaîne pour enfants MEאני et en tant que rôle invité dans la série Amamiyot. En été 2014 encore, le film Galis - Le voyage à Astra sort, dans lequel elle interprète le rôle de Zoya. En octobre 2014, elle participe au spectacle Love Galis Islands. À Hanoucca cette année-là, elle se produit aux Jeux Festigal avec la chanson It's my turn.
En 2015, Shiran Sendel tourne pour la deuxième saison de la série Injured Head. En outre, elle est sélectionnée pour la marque internationale de bijoux en argent Thomas Silver Sabo. À l'été, elle participe aux côtés d'Udi, d'Aviad et d'autres à la pièce Ice World in Safari présentée au Ramat Gan Safari. Elle participe au spectacle High School Festigel, et à la suite High School Festigel 2 en 2016.
En juin 2015, elle tourne dans le deuxième film de Galis et le dernier film Galis - Connection, sorti le 14 avril 2016. En 2016, elle rejoint le casting de la deuxième saison de la série Oboy. En raison de problèmes de séries, le jeu a été retardé, mais le 7 octobre 2018, elle est retournée aux écrans, avec Sendel y participant.
Elle participe en 2017 à la version cinématographique de la populaire sitcom pour la jeunesse Nerd Club (מועדון החנונים) : Nerd Club: The Movie (מועדון החנונים: הסרט). Cette année-là, la troisième saison de la série de sketchs comiques Tribe Tzatzelet débute sur la chaîne Zoom pour les téléspectateurs de Yes. Dans la série, Sendel incarne l'image du lilas, une initiation dans un clan.
En 2018, elle rejoint la deuxième saison de la série My Guardian Angel et joue Lucy Farber, l'incarnation du diable. En outre, un épisode a été présenté dans le programme à succès Eretz Nehederet.
Elle commence à jouer en 2019 dans The Station (התחנה). La même année, elle a joué le rôle d'Abigail dans le film d'Alon Gur Arye Mossad.

### Carrière musicale
En 2006, elle participe à une vidéo de la chanson Want Girls de Hovevi Zion.
Le 17 mai 2018, elle publie une chanson intitulée Stay With Me Here, visionnée environ 50 000 fois par jour.